# Peter Fleming (Tennisspieler)
Peter Fleming (* 21. Januar 1955 in Chatham, New Jersey) ist ein ehemaliger US-amerikanischer Tennisspieler.

## Karriere
In den 1980er Jahren dominierte er zusammen mit seinem Partner John McEnroe die Doppelkonkurrenzen im Herrentennis. Gemeinsam gewannen sie 57 Doppeltitel, darunter vier in Wimbledon (1979, 1981, 1983 und 1984) und drei bei den US Open (1979, 1981 und 1983).
Fleming gewann außerdem mit dem US-Team dreimal den Davis Cup (1979, 1981 und 1982) und zweimal den World Team Cup (1984, 1985).
Seine höchste Platzierung in der Weltrangliste im Einzel erreichte er im Jahr 1980 mit Platz 8, 1984 übernahm er die Spitze im Doppel-Ranking.
In seiner Karriere gewann er insgesamt drei Einzel- und 60 Doppeltitel.
Am 1. März 2010 wurde Peter Fleming für die Aufnahme in die International Tennis Hall of Fame nominiert.

## Erfolge
| Legende                 |
| Grand Slam              |
| Masters Grand Prix      |
| Grand Prix Super Series |
| Grand Prix World Series |

### Einzel

#### Turniersiege
| Nr. | Jahr               | Turnier     | Belag       | Finalgegner     | Ergebnis |
| --- | ------------------ | ----------- | ----------- | --------------- | -------- |
| 1.  | 26. November 1978  | Bologna     | Teppich (i) | Adriano Panatta | 6:2, 7:6 |
| 2.  | 26. August 1979    | Cincinnati  | Hartplatz   | Roscoe Tanner   | 6:4, 6:2 |
| 3.  | 23. September 1979 | Los Angeles | Teppich (i) | John McEnroe    | 6:4, 6:4 |

#### Finalteilnahmen
| Nr. | Jahr               | Turnier           | Belag       | Finalgegner  | Ergebnis                |
| --- | ------------------ | ----------------- | ----------- | ------------ | ----------------------- |
| 1.  | 8. Oktober 1978    | Maui (1)          | Hartplatz   | Bill Scanlon | 2:6, 0:6                |
| 2.  | 17. Dezember 1978  | WCT Challenge Cup | Hartplatz   | Ilie Năstase | 6:2, 6:5, 2:6, 4:6, 4:6 |
| 3.  | 22. April 1979     | San José          | Teppich (i) | John McEnroe | 6:7, 6:7                |
| 4.  | 30. September 1979 | San Francisco     | Teppich (i) | John McEnroe | 6:4, 5:7, 2:6           |
| 5.  | 7. Oktober 1979    | Maui (2)          | Hartplatz   | Bill Scanlon | 1:6, 1:6                |

### Doppel

#### Turniersiege
| Nr. | Jahr               | Turnier                     | Belag         | Doppelpartner  | Finalgegner                          | Ergebnis                |
| --- | ------------------ | --------------------------- | ------------- | -------------- | ------------------------------------ | ----------------------- |
| 1.  | 16. April 1978     | Monte Carlo                 | Sand          | Tomáš Šmíd     | Jaime Fillol Ilie Năstase            | 6:4, 7:5                |
| 2.  | 6. August 1978     | South Orange (1)            | Sand          | John McEnroe   | Ion Țiriac Guillermo Vilas           | 6:3, 6:3                |
| 3.  | 1. Oktober 1978    | San Francisco (1)           | Teppich (i)   | John McEnroe   | Bob Lutz Stan Smith                  | 5:7, 6:4, 6:4           |
| 4.  | 5. November 1978   | Köln                        | Hartplatz (i) | John McEnroe   | Bob Hewitt Frew McMillan             | 6:3, 6:2                |
| 5.  | 26. November 1978  | Bologna (1)                 | Teppich (i)   | John McEnroe   | Jean-Louis Haillet Antonio Zugarelli | 6:1, 6:4                |
| 6.  | 26. November 1978  | Johannesburg                | Hartplatz     | Raymond Moore  | Bob Hewitt Frew McMillan             | 6:3, 7:6                |
| 7.  | 26. November 1978  | Masters (1)                 | Teppich (i)   | John McEnroe   | Wojciech Fibak Tom Okker             | 6:4, 6:2, 6:4           |
| 8.  | 7. Januar 1979     | WCT Finals (1)              | Teppich (i)   | John McEnroe   | Ilie Năstase Sherwood Stewart        | 3:6, 6:2, 6:3, 6:1      |
| 9.  | 25. März 1979      | New Orleans                 | Teppich (i)   | John McEnroe   | Bob Lutz Stan Smith                  | 6:1, 6:3                |
| 10. | 1. April 1979      | Mailand (1)                 | Teppich (i)   | John McEnroe   | José Luis Clerc Tomáš Šmíd           | 6:1, 6:3                |
| 11. | 8. April 1979      | Rotterdam                   | Teppich (i)   | John McEnroe   | Heinz Günthardt Bernard Mitton       | 6:4, 6:4                |
| 12. | 22. April 1979     | San José                    | Teppich (i)   | John McEnroe   | Hank Pfister Brad Rowe               | 6:3, 6:4                |
| 13. | 27. Mai 1979       | Rom                         | Sand          | Tomáš Šmíd     | José Luis Clerc Ilie Năstase         | 4:6, 6:1, 7:5           |
| 14. | 7. Juli 1979       | Wimbledon Championships (1) | Rasen         | John McEnroe   | Brian Gottfried Raúl Ramírez         | 4:6, 6:4, 6:2, 6:2      |
| 15. | 15. Juli 1979      | Forest Hills (1)            | Sand          | John McEnroe   | Gene Mayer Sandy Mayer               | 6:7, 7:6, 6:3           |
| 16. | 5. August 1979     | South Orange (2)            | Sand          | John McEnroe   | Fritz Buehning Bruce Nichols         | 6:3, 6:2                |
| 17. | 19. August 1979    | Toronto (1)                 | Hartplatz     | John McEnroe   | Heinz Günthardt Bob Hewitt           | 6:7, 7:6, 6:1           |
| 18. | 9. September 1979  | US Open (1)                 | Hartplatz     | John McEnroe   | Bob Lutz Stan Smith                  | 6:2, 6:4                |
| 19. | 30. September 1979 | San Francisco (2)           | Teppich (i)   | John McEnroe   | Wojciech Fibak Frew McMillan         | 6:1, 6:4                |
| 20. | 11. November 1979  | Stockholm                   | Hartplatz (i) | John McEnroe   | Wojciech Fibak Tom Okker             | 6:4, 6:4                |
| 21. | 18. November 1979  | Wembley (1)                 | Hartplatz (i) | John McEnroe   | Tomáš Šmíd Stan Smith                | 6:2, 6:3                |
| 22. | 25. November 1979  | Bologna (2)                 | Teppich (i)   | John McEnroe   | Fritz Buehning Ferdi Taygan          | 6:1, 6:1                |
| 23. | 13. Januar 1980    | Masters (2)                 | Teppich (i)   | John McEnroe   | Wojciech Fibak Tom Okker             | 6:3, 7:6, 6:1           |
| 24. | 27. Januar 1980    | Philadelphia (1)            | Teppich (i)   | John McEnroe   | Brian Gottfried Raúl Ramírez         | 6:3, 7:6                |
| 25. | 30. März 1980      | Mailand (2)                 | Teppich (i)   | John McEnroe   | Andrew Pattison Butch Walts          | 6:4, 6:3                |
| 26. | 11. Mai 1980       | Forest Hills (2)            | Sand          | John McEnroe   | Peter McNamara Paul McNamee          | 6:2, 5:7, 6:2           |
| 27. | 28. September 1980 | San Francisco (3)           | Teppich (i)   | John McEnroe   | Gene Mayer Sandy Mayer               | 6:1, 6:4                |
| 28. | 5. Oktober 1980    | Maui                        | Hartplatz     | John McEnroe   | Victor Amaya Hank Pfister            | 7:6, 6:7, 6:2           |
| 29. | 19. Oktober 1980   | Sydney Indoor (1)           | Hartplatz (i) | John McEnroe   | Tim Gullikson Johan Kriek            | 4:6, 6:1, 6:2           |
| 30. | 9. November 1980   | Hongkong                    | Hartplatz     | Ferdi Taygan   | Bruce Manson Brian Teacher           | 7:5, 6:2                |
| 31. | 16. November 1980  | Wembley (2)                 | Teppich (i)   | John McEnroe   | Bill Scanlon Eliot Teltscher         | 7:5, 6:3                |
| 32. | 18. Januar 1981    | Masters (3)                 | Teppich (i)   | John McEnroe   | Peter McNamara Paul McNamee          | 6:4, 6:3                |
| 33. | 26. April 1981     | Las Vegas                   | Hartplatz     | John McEnroe   | Tracy Delatte Trey Waltke            | 6:3, 7:6                |
| 34. | 10. Mai 1981       | Forest Hills (3)            | Sand          | John McEnroe   | John Fitzgerald Andy Kohlberg        | 6:4, 6:4                |
| 35. | 5. Juli 1981       | Wimbledon Championships (2) | Rasen         | John McEnroe   | Bob Lutz Stan Smith                  | 6:4, 6:4, 6:4           |
| 36. | 23. August 1981    | Atlanta                     | Hartplatz     | Fritz Buehning | Sammy Giammalva Tony Giammalva       | 6:4, 4:6, 6:3           |
| 37. | 13. September 1981 | US Open (2)                 | Hartplatz     | John McEnroe   | Heinz Günthardt Peter McNamara       | kampflos                |
| 38. | 27. September 1981 | San Francisco (4)           | Teppich (i)   | John McEnroe   | Mark Edmondson Sherwood Stewart      | 7:6, 6:4                |
| 39. | 18. Oktober 1981   | Sydney Indoor (2)           | Hartplatz (i) | John McEnroe   | Sherwood Stewart Ferdi Taygan        | 6:7, 7:6, 6:1           |
| 40. | 17. Januar 1982    | Masters (4)                 | Teppich (i)   | John McEnroe   | Kevin Curren Steve Denton            | 6:3, 6:3                |
| 41. | 31. Januar 1982    | Philadelphia (2)            | Teppich (i)   | John McEnroe   | Sherwood Stewart Ferdi Taygan        | 7:6, 6:4                |
| 42. | 22. August 1982    | Cincinnati (2)              | Hartplatz     | John McEnroe   | Steve Denton Mark Edmondson          | 6:2, 6:3                |
| 43. | 14. November 1982  | Wembley (3)                 | Teppich (i)   | John McEnroe   | Heinz Günthardt Tomáš Šmíd           | 7:6, 6:4                |
| 44. | 23. Januar 1983    | Masters (5)                 | Teppich (i)   | John McEnroe   | Sherwood Stewart Ferdi Taygan        | 7:5, 6:3                |
| 45. | 17. April 1983     | Los Angeles (1)             | Hartplatz     | John McEnroe   | Sandy Mayer Ferdi Taygan             | 6:1, 6:2                |
| 46. | 3. Juli 1983       | Wimbledon Championships (3) | Rasen         | John McEnroe   | Tim Gullikson Tom Gullikson          | 6:4, 6:3, 6:4           |
| 47. | 13. September 1983 | US Open (3)                 | Hartplatz     | John McEnroe   | Fritz Buehning Van Winitsky          | 6:3, 6:4, 6:2           |
| 48. | 25. September 1983 | San Francisco (5)           | Teppich (i)   | John McEnroe   | Ivan Lendl Vincent Van Patten        | 6:1, 6:2                |
| 49. | 13. November 1983  | Wembley (4)                 | Teppich (i)   | John McEnroe   | Steve Denton Sherwood Stewart        | 6:3, 6:4                |
| 50. | 15. Januar 1984    | Masters (6)                 | Teppich (i)   | John McEnroe   | Pavel Složil Tomáš Šmíd              | 6:2, 6:2                |
| 51. | 29. Januar 1984    | Philadelphia (3)            | Teppich (i)   | John McEnroe   | Henri Leconte Yannick Noah           | 6:2, 6:3                |
| 52. | 4. März 1984       | Memphis                     | Teppich (i)   | Fritz Buehning | Heinz Günthardt Tomáš Šmíd           | 6:3, 6:0                |
| 53. | 4. März 1984       | Madrid                      | Teppich (i)   | John McEnroe   | Fritz Buehning Ferdi Taygan          | 6:3, 6:3                |
| 54. | 8. Juli 1984       | Wimbledon Championships (4) | Rasen         | John McEnroe   | Pat Cash Paul McNamee                | 6:2, 5:7, 6:2, 3:6, 6:3 |
| 55. | 19. August 1984    | Toronto (2)                 | Hartplatz     | John McEnroe   | John Fitzgerald Kim Warwick          | 6:4, 6:2                |
| 56. | 23. September 1984 | San Francisco (6)           | Teppich (i)   | John McEnroe   | Mike DePalmer Sammy Giammalva        | 6:3, 6:4                |
| 57. | 13. Januar 1985    | Masters (7)                 | Teppich (i)   | John McEnroe   | Mark Edmondson Sherwood Stewart      | 6:3, 6:1                |
| 58. | 24. Februar 1985   | Toronto Indoor              | Teppich (i)   | Anders Järryd  | Glenn Layendecker Glenn Michibata    | 7:6, 6:2                |
| 59. | 2. März 1985       | Houston                     | Teppich (i)   | John McEnroe   | Hank Pfister Ben Testerman           | 6:3, 6:2                |
| 60. | 14. April 1985     | WCT Finals (1)              | Teppich (i)   | John McEnroe   | Mark Edmondson Sherwood Stewart      | 6:3, 6:1                |
| 61. | 2. März 1986       | La Quinta                   | Hartplatz     | Guy Forget     | Yannick Noah Sherwood Stewart        | 6:4, 6:3                |
| 62. | 10. August 1986    | Stratton Mountain           | Hartplatz     | John McEnroe   | Paul Annacone Christo van Rensburg   | 6:3, 3:6, 6:3           |
| 63. | 28. September 1986 | San Francisco (7)           | Teppich (i)   | John McEnroe   | Mike DePalmer Gary Donnelly          | 6:4, 7:6                |
| 64. | 2. November 1986   | Paris (1)                   | Teppich (i)   | John McEnroe   | Mansour Bahrami Diego Pérez          | 6:3, 6:2                |
| 65. | 16. November 1986  | Wembley (5)                 | Teppich (i)   | John McEnroe   | Sherwood Stewart Kim Warwick         | 3:6, 7:6, 6:2           |
| 66. | 2. August 1987     | Washington                  | Hartplatz     | Gary Donnelly  | Laurie Warder Blaine Willenborg      | 6:2, 7:6                |

#### Finalteilnahmen
| Nr. | Jahr               | Turnier                     | Belag         | Doppelpartner   | Finalgegner                    | Ergebnis                |
| --- | ------------------ | --------------------------- | ------------- | --------------- | ------------------------------ | ----------------------- |
| 1.  | 20. März 1976      | Carlsbad                    | Hartplatz     | Gene Mayer      | Marty Riessen Roscoe Tanner    | 6:7, 6:7                |
| 2.  | 14. August 1977    | Columbus (1)                | Sand          | Gene Mayer      | Bob Lutz Stan Smith            | 6:4, 5:7, 2:6           |
| 3.  | 18. September 1977 | Laguna Niguel               | Hartplatz     | Trey Waltke     | James Chico Hagey Billy Martin | 3:6, 4:6                |
| 4.  | 14. August 1977    | Johannesburg                | Hartplatz     | Raymond Moore   | Bob Lutz Stan Smith            | 3:6, 5:7, 7:6, 6:7      |
| 5.  | 7. Juli 1978       | Wimbledon Championships (1) | Rasen         | John McEnroe    | Bob Hewitt Frew McMillan       | 1:6, 4:6, 2:6           |
| 6.  | 8. Oktober 1978    | Maui                        | Hartplatz     | John McEnroe    | Tim Gullikson Tom Gullikson    | 6:7, 6:7                |
| 7.  | 28. Januar 1979    | Philadelphia (1)            | Teppich (i)   | John McEnroe    | Wojciech Fibak Tom Okker       | 7:5, 1:6, 3:6           |
| 8.  | 14. August 1980    | Columbus (2)                | Sand          | Eliot Teltscher | Brian Gottfried Sandy Mayer    | 4:6, 2:6                |
| 9.  | 7. September 1980  | US Open                     | Hartplatz     | John McEnroe    | Bob Lutz Stan Smith            | 6:7, 6:3, 1:6, 6:3, 3:6 |
| 10. | 16. August 1981    | Montreal                    | Hartplatz     | John McEnroe    | Raúl Ramírez Ferdi Taygan      | 6:2, 6:7, 4:6           |
| 11. | 15. November 1981  | Wembley                     | Teppich (i)   | John McEnroe    | Sherwood Stewart Ferdi Taygan  | 5:7, 7:6, 4:6           |
| 12. | 14. Februar 1982   | Memphis                     | Teppich (i)   | John McEnroe    | Kevin Curren Steve Denton      | 6:7, 6:4, 2:6           |
| 13. | 4. Juli 1982       | Wimbledon Championships (2) | Rasen         | John McEnroe    | Peter McNamara Paul McNamee    | 3:6, 2:6                |
| 14. | 15. August 1982    | Toronto                     | Hartplatz     | John McEnroe    | Steve Denton Mark Edmondson    | 7:6, 5:7, 2:6           |
| 15. | 6. Februar 1983    | Philadelphia (2)            | Teppich (i)   | John McEnroe    | Kevin Curren Steve Denton      | 4:6, 6:7                |
| 16. | 20. März 1983      | Rotterdam                   | Hartplatz (i) | Pavel Složil    | Fritz Buehning Tom Gullikson   | 6:7, 6:4, 6:7           |
| 17. | 27. März 1983      | Mailand                     | Teppich (i)   | Fritz Buehning  | Tomáš Šmíd Pavel Složil        | 2:6, 7:5, 4:6           |
| 18. | 6. November 1983   | Stockholm                   | Hartplatz (i) | Johan Kriek     | Anders Järryd Hans Simonsson   | 3:6, 4:6                |
| 19. | 6. Juli 1986       | Wimbledon Championships (3) | Rasen         | Gary Donnelly   | Joakim Nyström Mats Wilander   | 6:7, 3:6, 3:6           |
| 20. | 21. September 1986 | Los Angeles                 | Hartplatz     | John McEnroe    | Stefan Edberg Anders Järryd    | 6:3, 5:7, 6:7           |
| 21. | 10. Mai 1987       | Forest Hills                | Sand          | Gary Donnelly   | Guy Forget Yannick Noah        | 6:4, 4:6, 1:6           |